# شيان جولدبيرغ
شيان جولدبيرغ (بالعبرية: שון גולדברג‏) (13 يونيو 1995 بإسرائيل - ) هو لاعب كرة قدم إسرائيلي في مركز الدفاع.

## روابط خارجية
- شيان جولدبيرغ على موقع الاتحاد الأوربي (الإنجليزية)
- شيان جولدبيرغ على موقع قاعدة بيانات كرة القدم.إي يو (الإنجليزية)
- شيان جولدبيرغ على موقع ناشيونال فوتبول تيمز (الإنجليزية)
- شيان جولدبيرغ على موقع Soccerway.com (الإنجليزية)
- شيان جولدبيرغ على موقع عالم كرة القدم.نت (الإنجليزية)
- شيان جولدبيرغ على موقع AS.com (الإسبانية)